# Водосховище Ембаркадерос
Водосховище Ембаркадерос (ісп. Embalse de Embarcaderos, дослівний переклад — «Водосховище причалів») знаходиться в муніципалітеті Кофрентес, провінція Валенсія, область Валенсія, Іспанія.
Побудовано на річці Хукар, максимальна потужність дамби складає 11 кубічних метрів води на годину, використовується для генерації електрики.
Це водосховище належить до гідрографічної конфедерації Хукар.